# 邦熱蘇斯 (聖卡塔琳娜州)
邦熱蘇斯（葡萄牙語：Bom Jesus），是巴西的城鎮，位於該國南部，由聖卡塔琳娜州負責管轄，始建於1995年7月19日，面積64平方公里，海拔高度669米，2010年人口2,526，人口密度每平方公里39.75人。